# Ocnița (comune Ocnița)
Ocnița è un comune della Moldavia situato nel distretto di Ocnița di 3.282 abitanti al censimento del 2004
Da non confondere con la città omonima capoluogo del distretto

## Località
Il comune è formato dall'insieme delle seguenti località (popolazione 2004):
- Ocnița (3.116 abitanti)
- Maiovca (166 abitanti)